# Diagrama de Eadie-Hofstee
Em bioquímica, um diagrama de Eadie-Hofstee (mais comumente chamado de gráfico de Eadie-Hofstee) é uma representação gráfica da equação de Michaelis-Menten na cinética enzimática. É conhecido por vários nomes diferentes, incluindo o enredo de Eadie, o enredo de Hofstee e o enredo de Augustinsson. A atribuição a Woolf é enganosa, porque embora Haldane e Stern tenham creditado a Woolf a equação subjacente, ela foi apenas uma das três transformações lineares da equação de Michaelis-Menten que ele derivou.

## Efeito do erro experimental
O erro experimental geralmente afeta a taxa {\displaystyle v} e não a concentração de substrato {\displaystyle a}, então {\displaystyle v} é a variável dependente. Como resultado, ambos ordenam {\displaystyle v} e abscissa {\displaystyle v/a} estão sujeitos a erros experimentais e, portanto, os desvios que ocorrem devido ao erro não são paralelos ao eixo das ordenadas, mas em direção ou afastamento da origem. Desde que o gráfico seja usado para ilustrar uma análise em vez de estimar os parâmetros, isso pouco importa. Independentemente dessas considerações, vários autores compararam a adequação dos vários gráficos para exibir e analisar dados.

## Derivação da equação para a gráfica
A equação mais simples para a velocidade {\displaystyle v} de uma reacção catalisada por uma enzima em função da concentração de substrato {\displaystyle a} é a equação de Michaelis-Menten, que é o seguinte:
{\displaystyle v={{Va} \over {K_{\mathrm {m} }+a}}}
em que {\displaystyle V} é a velocidade com saturação do substrato (quando {\displaystyle a} se aproxima do infinito) ou velocidade limite, e {\displaystyle K_{\mathrm {m} }} é o valor de {\displaystyle a} à meia saturação, ou seja, para {\displaystyle v=0,5V}, que é conhecida como constante de Michaelis. Eadie e Hofstee transformaram-no numa relação linear (representada por uma linha recta). Multiplicando ambos os membros da equação por {\displaystyle {{K_{\mathrm {m} }+a} \over {a}}} obtém-se:
{\displaystyle K_{\mathrm {m} }\cdot {v \over a}+v=V}
Este pode ser operado para obter uma relação linear:
{\displaystyle v=V-K_{\mathrm {m} }\cdot {v \over a}}
que mostra que um gráfico de {\displaystyle v} versus {\displaystyle v/a} é uma recta que intercepta {\displaystyle V} no eixo de ordenadas, e tem uma inclinação de {\displaystyle -K_{\mathrm {m} }} (gráfico de Hofstee).
No gráfico de Eadie, os eixos de coordenadas são invertidos:
{\displaystyle {v \over a}={V \over K_{\mathrm {m} }}-{1 \over K_{\mathrm {m} }}\cdot v}
e existe uma intercepção em {\displaystyle V \over K_{\mathrm {m} }} nas ordenadas e a inclinação é {\displaystyle -{1 \over K_{\mathrm {m} }}}.
Estes gráficos são versões cinéticas da gráfica de Scatchard utilizada nas experiências de ligação de ligantes.